# ニュースタート事務局
ニュースタート事務局は、引きこもりやニートの支援活動を行う認定NPO法人である。

## 概要
ニュースタート事務局の所在地は千葉県浦安市、活動拠点は千葉県市川市。活動開始は1994年、活動理念は「家族をひらく」。レンタルお姉さん（商標登録済み）またはレンタルお兄さんと呼ばれる訪問活動、共同生活寮などの運営を行っており、25年間で1600人以上もの引きこもりやニートを支援している。

創業者は二神能基。愛媛県松山市で育つ。愛光中学校に入学するが、高校で白紙答案を出し続け退学処分を受ける。早稲田大学政治経済学部卒。大学入学の年から学習塾「二神塾」を経営し、大学卒業後も塾の経営を続け、愛光学園の受験に強い塾として評価を確立。幼稚園「二神塾幼稚舎」、二神塾の中学部門の運営会社「寺小屋」を設立。1994年に目標喪失の若者を対象とした「ニュースタート・プロジェクト」を開始した。
「まじめな若者ほど経済的自立を目指して正社員になろうとする。それは親世代がそう考えているからで、子どももその価値観を受け入れて一生懸命に努力する。しかし、理想と現実は違っていて、そのギャップに苦しむことになる。仕事中心主義は特に男の子を追い詰めてしまっている。」と親世代の価値観と今の現実とのギャップを指摘。
「これから社会も変わっていくと思いますよ。そういう意味では、ニートになった子、引きこもりになった子、そういう子こそ、これからの展望を開いていくのに一番ふさわしい原体験を持っているという認識なんですよ。」とニート引きこもり体験に肯定的。
2019年の元農林水産事務次官が引きこもりの息子を殺害した事件について、「周囲に相談できないのには日本の社会構造が影響している。日本人には“家族の問題は家族で解決すべき”との考え方が根強く、家族の問題を他人に相談してはダメだと思ってしまう人が多い」ことを容疑者が息子について周囲に相談していなかった理由に挙げている。

ニュースタート事務局という名前の由来は、当初の活動が不登校や引きこもりなどの若者をイタリアで過ごさせる「ニュースタート・プロジェクト」の事務局運営であったこと。このプロジェクトでイタリアのホストファミリーとなったのが宮川秀之・マリーザ夫妻である。宮川秀之はジョルジェット・ジウジアーロと共同でイタルデザインを設立した実業家。現在はこのプロジェクトは行っていない。

レンタルお姉さんの名前は、「近所に住むお姉さん・お兄さんのような存在」から。教えるのでも指導するのでもなく、近い目線で話し、ちょっとしたお節介をする感覚で、お子さんを外の世界につないでいくことを目的とする。週1回のペースで、訪問や手紙、電話でやりとりを行う。訪問範囲は日本全国。8割が次のステップ（就労や入寮など）に進む。日本全国に訪問。
二神能基はレンタルお姉さんについて、「親子はどうしてもその力関係から、上下の関係になってしまいがちです。そんな時には少し年上のお兄さんやお姉さんが出て行って“ななめ上からの関係”でアドバイスをするほうが、はるかに効果があることもある」と語る。訪問時は以前訪問を受けていた元引きこもりが同行することもある。
ルポライター・荒川龍の著書『レンタルお姉さん』の題材となり、後に土曜ドラマ「スロースタート」としてドラマ化されたことでも有名。脚本家の岩井秀人は舞台「ヒッキー・ソトニデテミターノ」のためにレンタルお姉さん・お兄さんの取材をしている。

共同生活寮は千葉県市川市にあり、20代から50代の常時約30人の若者が複数の寮に分かれて生活。原則入寮は18歳から。一人一人に鍵のかかる個室があり、食堂、リビング、トイレ、洗面所などは共用。大人数での共同生活に負担を感じる人向けに、少人数の寮もある。テーマは「仲間・役立ち・働き」。

スタッフの久世芽亜里は著書『コンビニは通える引きこもりたち』のキーワードは、引きこもりにまつわる「多様性」と言い、書籍の中で「引きこもりの実態は未だ理解されていない」と危惧し、「引きこもりとその親、支援状況には多様な実情がある」と語る。また不登校で引きこもりになる人が2割以下で、一度は仕事に就いた経験がある人も多いと言う。月刊ガバナンス2020年11月号にインタビュー記事掲載。2020年12月1日大竹まことゴールデンラジオに出演。
千葉などで講演会を行っている。2020年はオンラインで実施。
毎年2月10日に「ニート祭り」というイベントを開催。過去のゲストはpha、若新雄純、葉梨はじめ、レンタルなんもしない人、大原扁理など。2020年はオンラインで実施。

寮生にお遍路をさせてきた経緯から、2016年より「お遍路ハウス四国８８」というお遍路宿の予約サイトを運営。50軒以上が登録。説明会で参加の宿を募る。
2020年10～12月に企画「お宿がつなぐ巡礼リレー ～四国遍路～」を実施。宿の人たちがリレー形式で四国八十八箇所を回るというもので、コロナ禍で巡礼者が減り、苦境に陥っている遍路宿を元気づけようと企画した。10月17日に1番札所霊山寺（徳島県鳴門市）を出発し、延べ約75人が40区間に分かれ、納経帳と支援者らの名前を記した旗を駅伝のたすきのようにつなぎ、12月3日に88番札所の大窪寺（香川県さぬき市）に到着し、出発から47日で「結願（けちがん）」した。9月5日～10月4日にクラウドファンディング（CAMPFIRE）で支援を集めた。経過報告はツイッターなども活用し、お遍路ハウス四国88公式YouTubeチャンネルにて動画を配信。参加者募集の呼びかけやリレー中は地元の新聞にも掲載された。

## 沿革
- 1994年4月 - 準備活動を開始し、同9月より第1回目のプロジェクト実施。
- 1998年 - 「レンタルお姉さん」が誕生、引きこもりの若者への訪問活動を開始。
- 1999年 - 共同生活寮第1号をオープン。
- 1999年11月 - NPO法人格を取得。
- 2000年 - 仕事体験の場第1号をオープン。

- 2005年 - 厚生労働省委託「若者自立塾」を開始。
- 2008年 - 厚生労働省委託の「地域若者サポートステーション」（いちかわ・うらやす若者サポートステーション）を開始。
- 2015年3月 - 認定NPO法人に認証。
- 2016年 - 「お遍路ハウス四国８８」予約サイト及び1軒目をオープン。
- 2020年10～12月 - 企画「お宿がつなぐ巡礼リレー ～四国遍路～」を実施。

## テレビ番組
- 日経スペシャル ガイアの夜明け ボクたちが働かない理由（2005年5月3日、テレビ東京）[35]。

## 関連書籍
- 平沢一郎著『われら愛の地球家族―在イタリア宮川秀之・マリーザ夫妻と血縁を超えた子供たちとの開かれた家族 』（海竜社 、1999/4）
- 荒川龍著『「引きこもり」から「社会」へ―それぞれのニュースタート』（学陽書房 、2004/2）
- 二神能基著『希望のニート 現場からのメッセージ』（東洋経済新報社、2005/5）
- 荒川龍著『レンタルお姉さん』（東洋経済新報社、2006/5）
- 田尾 宏文著『ニートという生き方』（オンブック 、2006/9）
- 川上佳美著『わたしはレンタルお姉さん。』（二見書房 、2006/12）
- 二神能基著『暴力は親に向かう―いま明かされる家庭内暴力の実態』（東洋経済新報社、2007/1）
- 二神能基著『希望のニート』文庫版（新潮社、2009/3）
- 二神能基著『「子供のために」を疑う』（朝日新聞出版、2009/9）
- 二神能基著『勝ち負けから降りる生き方』（東洋経済新報社、2009/10）
- 荒川龍著『レンタルお姉さん』文庫版（幻冬舎、2009/12）
- 二神能基著『暴力は親に向かう―すれ違う親と子への処方箋』文庫版（新潮社、2010/1）
- 梶原公子著『なぜ若者は「自立」から降りるのか―しあわせな「ひも婚」へ』（同時代社、2012/5）
- 二神能基著『ニートがひらく幸福社会ニッポン――「進化系人類」が働き方・生き方を変える』（明石書店、2012/8）
- 二神能基著『働かない息子・娘に親がすべき35のこと』（泰文堂; 四六版、2013/12）
- 比古地朔弥著『レンタルお姉さん物語～ひきこもりと社会をつなぐ天使～』（A-WAGON 、2015/5）
- 久世芽亜里著『コンビニは通える引きこもりたち』（新潮社、2020/9）